# Idamarie Solltmann
Idamarie Solltmann (* 8. September 1889 in Berlin; † 19. Februar 1980 in Dinklage) war eine deutsche Sozialarbeiterin.

## Leben und Wirken
Sie war die Tochter des Landgerichtsrates Rulemann Bernhardi-Grisson und dessen Ehefrau Hedwig, geb. Krauske. Ihren ersten Unterricht erhielt sie von den Eltern. Von 1896 bis 1901 besuchte sie in Potsdam die Höhere Mädchenschule, anschließend die Höhere Mädchenschule in Berlin-Wilmersdorf, dann in Berlin-Charlottenburg die Auguste-Viktoria-Schule. 1907 legte Idamarie Bernhardi-Grisson an der Städtischen Studienanstalt in Berlin das Reifezeugnis ab und studierte dann in Genf, Berlin und Göttingen Neue Sprachen und Psychologie. Am 5. August 1914 heiratete sie in Marburg Dr. Kurt Solltmann, der bereits drei Wochen später in Belgien als Soldat fiel. Daraufhin unterbrach Idamarie Solltmann das Studium, das sie schließlich 1917 in Göttingen mit der Promotion abschloss. Das Thema ihrer Dissertation lautet: Die Rektion der Ausdrücke der Furcht im Französischen.
Nach dem Studium arbeitete Idamarie Solltmann vier Jahre in Berlin in der Prostituiertenfürsorge und unterrichtete nebenamtlich an der von Alice Salomon gegründeten und geleiteten Sozialen Frauenschule. Ferner zeichnete sie für den halbjährlichen Sonderlehrgang an der Sozialen Frauenschule für Arbeiterinnen zur Ausbildung zu Wohlfahrtspflegerinnen (1. Januar 1920 bis 20. Juni 1920) verantwortlich.
Von 1921 bis 1927 leitete sie das Wohlfahrtsamt von Guben, wo sie mit Isa Gruner zusammenarbeitete und das sozialarbeiterische Konzept der Familienfürsorge einführte und ausbaute. 1922 konvertierte sie zum katholischen Glauben, der sie zur Freundschaft mit den Religionsphilosophen und Theologen Romano Guardini, Josef Weiger und Peter Wust führte, und engagierte sich im Katholischen Frauenbund. Nachdem Idamarie Solltmann Guben verlassen hatte übersiedelte sie nach Münster. Dort unterrichtete sie an der Katholischen Wohlfahrtsschule, die später nach Gelsenkirchen verlegt wurde, deren Leitung ihr 1941 übertragen wurde.
Idamarie Solltmann war in vielen katholischen Vereinen/Organisationen tätig, u. a. leitete sie mehrere Jahre im Münster das Katholische Bildungswerk. Sie wurde mit dem päpstlichen Orden Pro Ecclesia et Pontifice ausgezeichnet. 1955 trat sie in den Ruhestand.

(Quelle:)

## Werke (Auswahl)
- Die Wohlfahrtspflege als Beruf und die Frau, in: Freie Wohlfahrtspflege 1926/H. 6, S. 253–259 u. H. 7, S. 306–310
- Beruf und Lebensfülle, in: Frauenberufe 1927, S. 87–109
- Sollen und können weltanschauliche Kräfte und Überzeugungen in der Familienfürsorge wirksam werden?, in: Ungelöste Fragen der Wohlfahrtspflege. Veröffentlichungen des Vereins katholischer deutscher Sozialbeamtinnen, Köln 1929, S. 14–38
- Das Leben einer Mutter, in: Die christliche Frau 27 (1929) 147–152.
- Mutter und Kind in der sozialen Lage der Gegenwart, in: Kindergarten 1931, S. 185–190
- Die heilige Frau Elisabeth, Würzburg 1939
- Elisabeth von Thüringen. Gloria Teutonie, Würzburg 1940
- Heimkehr und Wirklichkeit, Berlin-Tempelhof o. J.